# Fatimides
 (juin 2025).
Si vous disposez d'ouvrages ou d'articles de référence ou si vous connaissez des sites web de qualité traitant du thème abordé ici, merci de compléter l'article en donnant les références utiles à sa vérifiabilité et en les liant à la section « Notes et références ».
Les Fatimides (également appelés « Obeydides » depuis le manifeste de Bagdad (en) ; en arabe : بنو عبيد / banū ʿubayd) sont une dynastie califale chiite ismaélienne d'ascendance alide qui régna, depuis l'Ifriqiya (entre 909 et 969) puis l'Égypte (entre 969 et 1171), sur le Califat fatimide, un empire qui englobait une grande partie de l'Afrique du Nord, la Sicile et une partie du Moyen-Orient.

## Origines de la dynastie

### Contexte: le chiisme primitif
Depuis la mort du calife Ali (r. 656–661) en 661, gendre du prophète de l'Islam, Mahomet, qui entraîna l’établissement du califat Omeyyade, une partie de la communauté musulmane rejeta les Omeyyades comme des usurpateurs et réclama l’instauration d’un régime dirigé par un membre de la famille du prophète (Ahl al-bayt). Les Abbassides, qui revendiquaient leur descendance d’Al-Abbas ibn Abd al-Muttalib, oncle paternel de Muhammad, et donc leur appartenance à la famille élargie, profitèrent de cette revendication pour accéder au pouvoir face aux Omeyyades. Toutefois, leur prétention fut rejetée par les Chiites, qui insistaient sur le droit exclusif des descendants de Al Hassan (m. 670) et de Al Hussayn (m. 680), les fils d’Ali et de Fatima, fille de Muhammad.
Une lignée d’imams issus de la descendance de Hussayn émergea. Ces imams ne revendiquaient pas ouvertement le califat, mais leurs partisans les considéraient comme les véritables représentants de Dieu sur terre. Cette doctrine reposait sur la désignation (nass) d’Ali par Mahomet à Ghadir Khumm. Plus tard, les érudits pro-fatimides affirmèrent qu’une chaîne ininterrompue d’imams désignés se succéderait jusqu’à la fin des temps, soutenant que l’existence des imams était une nécessité inéluctable.
Le sixième de ces imams, Ja'far al-Sadiq, désigna (nass) son fils Isma'il al-Mubarak comme successeur. Cependant, Isma'il mourut avant son père. À la mort de Ja'far al-Sadiq en 765, la question de la succession resta ouverte. Un groupe de ses disciples affirma qu’il avait désigné un autre de ses fils, Musa al-Kazim, comme héritier. D’autres suivirent ses autres fils, Muhammad al-Dibaj et Abd Allah al-Aftah, ce dernier mourut peu après, et ses partisans rallièrent le camp de Musa. Certains refusèrent même de croire à la mort de Ja'far al-Sadiq et s’attendaient à son retour en tant que messie.
Les partisans de Musa, qui constituaient la majorité des fidèles d’al-Sadiq, suivirent sa lignée jusqu’à un douzième imam, qui aurait disparu en 874. Les adeptes de cette branche sont connus sous le nom de Duodécimains. Une autre branche croyait que Ja'far al-Sadiq avait été suivi par un septième imam, qui serait également entré en occultation ; d’où leur appellation de Septimains. L’identité exacte de ce septième imam fit débat, mais à la fin du IXe siècle, il fut généralement identifié comme étant Muhammad, fils d’Isma'il et petit-fils de Ja'far al-Sadiq. Le mouvement tire son nom d’Isma'il, le père de Muhammad, d’où l’appellation d’ismaéliens.
Ni la vie d’Isma'il ni celle de Muhammad ne sont bien documentées. Après la mort supposée de Muhammad sous le règne de Harun al-Rashid (r. 786–809), l’histoire du mouvement ismaélien primitif devient obscure.

## Arbre généalogique
- `Alî (652-661), époux de Fatima, fille de Mahomet
  - Husayn (669-680)
    - `Alî Zayn al-`Âbidîn (680-712)
      - Muhammad al-Bâqir (712-743)
        - Ja`far as-Sâdiq (743-765)
          - Ismâ`il (mort en 762 ?)
            - Muhammad al-Maktûm (mort en 813)
              - Ahmad al-Wafî (en) (813-828)
                - Muhammad at-Taqî (en) (828-840)
                  - `Abd Allah ar-Radî (en) (840-881)
                    - 1er `Ubayd Allâh al-Mahdî (881-934)
                      - 2e Al-Qâ'im (934-946)
                      - 3e Al-Mansûr (946-952)
                        - 4e Al-Mu'izz (952-975)
                          - 5e Al-Azîz (975-996)
                            - 6e Al-Hakîm (996-1021)
                              - 7e Az-Zâhir (1021-1036)
                                - 8e Al-Mustansir (1036-1094)
                                  - Nizâr (mort en 1097)
                                    - Nizârites

                                  - 9e Al-Musta'li (1094-1101)
                                    - 10e Al-Âmir (1101-1130)
                                      - al-Tayyib
                                        - Tayibides

                                  - Mohammed
                                    - 11e Al-Hâfiz (1130-1149)
                                      - 12e Az-Zâfir (1149-1154)
                                        - 13e Al-Fâ’iz (1154-1160)

                                      - Yusûf
                                        - 14e Al-‘Adîd (1160-1171)